# Morska gladina
Srednja gladina morja ali povprečna nadmorska višina (MSL) (pogosto skrajšano na morska gladina ali gladina morja) je povprečna gladina ene ali več vodnih teles Zemlje, s katere se lahko merijo podatki, kot je višina. Globalna MSL je vrsta navpične referenčne točke – standardizirana geodetska referenčna točka – , ki se na primer uporablja  kot referenčna točka za zemljevide v kartografiji in pomorski plovbi ali v letalstvu kot standardna gladina morja, pri kateri se meri zračni tlak za določanje višine in posledično vodoravnega letenja letala. Skupni in razmeroma enostaven povprečni standard morske gladine je srednja točka med oseko in plimo na določeni lokaciji.
Na gladino morja lahko vplivajo številni dejavniki, za katere je znano, da so se glede na geološko časovno lestvico zelo spreminjali. Vendar naj bi bil dvig morske gladine 20. stoletja in sedanjega tisočletja posledica podnebnih sprememb, natančno merjenje sprememb MSL pa lahko omogoči vpogled v trenutne podnebne spremembe.
Izrazi nad morsko višino, nad morsko gladino in na nadmorski višini se na splošno nanašajo na nadmorsko višino (AMSL). Izraz APSL pomeni nad sedanjo gladino morja in primerja morske gladine v preteklosti z današnjimi.